# Lepisanthes rubiginosa
Lepisanthes rubiginosa är en kinesträdsväxtart som först beskrevs av William Roxburgh, och fick sitt nu gällande namn av Leenhouts. Lepisanthes rubiginosa ingår i släktet Lepisanthes och familjen kinesträdsväxter. Inga underarter finns listade i Catalogue of Life.